# كريستوفر بريان
كريستوفر بريان (بالإنجليزية: Christopher Bryan)‏ (17 نوفمبر 1960 بجزر توركس وكايكوس في المملكة المتحدة - ) هو لاعب كرة قدم بريطاني في مركز قلب الدفاع. شارك مع منتخب جزر تركس وكايكوس لكرة القدم.

## وصلات خارجية
- كريستوفر بريان على موقع الاتحاد الدولي (مؤرشف)  (الإنجليزية)
- كريستوفر بريان على موقع قاعدة بيانات كرة القدم.إي يو (الإنجليزية)
- كريستوفر بريان على موقع ناشيونال فوتبول تيمز (الإنجليزية)